# Леменовский, Дмитрий Анатольевич
Дмитрий Анатольевич Леменовский (род. 7 февраля 1946, Москва) — российский ученый-химик, доктор химических наук, профессор Московского государственного университета имени М. В. Ломоносова.

## Биография
Родился в Москве, в семье военнослужащего Анатолия Сергеевича и врача Марии Владимировны. Учился в школе № 588 в Хамовниках. Проявлял большой интерес к естественным наукам. Будучи учеником 8 класса, в своей же школе поступил на работу в качестве лаборанта химического кабинета. Мать желала, чтобы он стал врачом, но желание познавать физику и химию пересилило советы матери. После окончания школы решил поступать в МГУ им. М. В. Ломоносова, но не мог определиться с факультетом. В итоге, последовав примеру своих друзей, выбрал химический факультет.
Первую курсовую работу (получение триэтилалюминия), которая была выполнена на кафедре неорганической химии, сделал по металлоорганической химии в лаборатории под руководством профессора Кирилла Николаевича Семененко. После отделения группы Семененко от кафедры неорганической химии и смены тематики группы, Кирилл Николаевич привел его на кафедру органической химии, в группу Эмилии Георгиевны Переваловой и Сергея Сергеевича Чуранова. Работу начал с синтеза производных ферроцена.
Окончил химический факультет МГУ в 1969 году, с этого года работает на химическом факультете (аспирант, младший научный сотрудник, старший научный сотрудник, профессор), с 1987 года — доктор химических наук (Моно- и биядерные комплексы ниобоцена. Образование и восстановительные перегруппировки бисметаллоценов ранних переходных металлов), с 1995 года в должности профессора, с 1996 года руководит лабораторией координационных металлоорганических соединений кафедры органической химии.

## Научная деятельность
Научные исследования Д. А. Леменовского развиваются по целому ряду направлений.
1. Первое направление охватывает работы по синтезу новых вариантов металлоорганических комплексов:
- успешно разрабатываются методы синтеза жестких стержнеобразных органических структур с ферроценильным и различными функциональными заместителями на противоположных концах протяженного органического линейного спейсера. Эти соединения являются основой нового семейства металлосодержащих фото- и редокс-чувствительных жидких кристаллов, а также перспективными маркерами биомолекул в биохимических исследованиях. В ходе этих работ открыта совершенно новая реакция прямого этинилирования ферроцена[2][3];
- успешно синтезируются новые варианты органических соединений золота для получения гибридных, в том числе, полимерных материалов для современных наукоемких технологий[4][5];
- активно развиваются работы по синтезу новых семейств металлоокановых (своеобразных каркасных металлохелатных) комплексов. В этих соединениях хелатирующие группы связываются с металлом с существенно разной силой, что позволяет этим соединениям, оставаясь в ходе химических превращений неизменными по составу, обратимо освобождать координационные позиции у атома металла, обеспечивая ценные каталитические характеристики. Синтезируются соединения двух- и четырёхвалентных Si, Ge, Sn, а также производных Al и Ti[6].

2. Самостоятельным и новым для химического факультета направлением работ являются исследования химических превращений и физических процессов, протекающих в сверхкритических флюидных растворителях:
- в 2011—2016 гг. был выполнен комплекс экспериментов по получению полимеров различной природы, а также модификации их состава и свойств[7][8];
- обнаружено дискриминирующее влияние суб- и сверхкритического диоксида углерода на реакционную способность разных аминогрупп в органических алкилариламинах. Установлено, что в суб- и сверхкритическом диоксиде углерода алкильная аминогруппа (первичная или вторичная), превращаясь в карбаминовую кислоту, выключается из взаимодействия с алкилирующими электрофильными реагентами. Реакция алкилирования при этом целиком направляется по малоактивной ариламиногруппе[9][10];
- выполнено исчерпывающее исследование по регенерирующей очистке озоном в СК-CO2 гетерогенных катализаторов Pt-Re\Al2O3 риформинга и Pd\TiO2 гидродехлорирования. Показано, что в обоих случаях процесс очистки протекает быстро, в мягких условиях, при этом практически полностью восстанавливается каталитическая активность обоих катализаторов[11][12].

3. Самостоятельным направлением является поиск эффективных путей получения металлоорганических аэрогелей. Исследуются очень разные подходы. Один из совершенно оригинальных методов использует развиваемую в ИНЭОС РАН реакцию каталитического гетерометамезиса. Процессы протекают на металлокомплексных катализаторах оксо\имидного гетерометатезиса на основе оксохлорида ванадия и имидоалкильных комплексов молибдена, ниобия и тантала, иммобилизированных на поверхности силикагеля. Обнаружено, что иммобилизация металлокомплексов на силикагеле приводит к резкому увеличению их каталитической активности.
4. В рамках четвёртого направления впервые на Химическом факультете МГУ начаты работы по синтезу особо мелких и люминесцирующих нано-частиц различных элементов. Решаются задачи масштабирования синтеза этих частиц, разрабатываются методы химической стабилизации этих частиц за счет создания на их поверхности молекулярных защитных гидрофобных и гидрофильных покрытий. Такие частицы рассматриваются сегодня как наиболее привлекательные, безопасные люминесцирующие детекторы миграции лекарственных веществ в живом организме.

## Научно-организационная деятельность
Д. А. Леменовский многие годы является членом диссертационного Совета по химическим наукам при Московском государственном университете имени М. В. Ломоносова, членом диссертационного Совета по химическим наукам при ИНЭОС РАН, заместителем председателя Высшего химического колледжа РАН и Председателем ГАК ВХК РАН (теперь отдельный факультет РХТУ). Член ГАК № 5 на Химическом факультете. С 1997 года по настоящее время — член Экспертного Совета по органической химии ВАК Российской Федерации. Д. А. Леменовский является членом редколлегий двух журналов: «Butlerov Communication» и «Сверхкритические флюиды: теория и практика», участвует в работе нескольких научных комиссий. Член программных комитетов многих конференций. С 2010 года является Экспертом Российской Федерации (Федеральный реестр экспертов). С 2018 года — член Экспертного совета Российского Фонда Фундаментальных Исследований. Секция «Научно-популярные материалы» по изданию научных трудов.

## Педагогическая деятельность
1. Лекции (годовые курсы): для дипломников кафедры органической химии, студентов Высшего химического колледжа РАН «Химия элементоорганических соединений» (спецкурс-72 часа); для студентов 109 группы Химического факультета и Высшего химического колледжа РАН «Теоретическая неорганическая и элементоорганическая химия» (основной курс-72 часа)[16]; курс «Современная органическая химия (органические соединения металлов)» (Химический факультет, Бакинский филиал-16 часов); курс «Химия металлоорганических и гибридных материалов» (Факультет наук о материалах-36 часов).
2. Чтение целого ряда общеобразовательных лекций в разных организациях и университетах.
3. Руководство аспирантами и дипломниками, кураторство дипломниками.
4. С 2019 года является приглашенным профессором химического факультета НИУ ВШЭ.

## Награды и премии
- Премия Капица (Великобритания) (1995);
- Премия Правительства России для выдающихся ученых (1996);
- Почётный профессор Университета г. Ноттингем (1998);
- Благодарность Министерства образования (1999);
- Соросовский профессор (1999);
- Заслуженный работник высшей школы Российской Федерации (1999);
- Эксперт России (2001);
- Заслуженный профессор МГУ (2002);
- Премия МГУ за выдающийся курс лекций (2018)

## Семья
Брат — Леменовский Сергей Анатольевич (1951—2006).
Жена — Брусова, Галина Павловна (род. 1946), старший научный сотрудник кафедры органической химии химического факультета МГУ им. М. В. Ломоносова.
Дети — сын Павел (род. 1969), дочь Анна (род. 1973).

## Личные качества
Так о Дмитрии Анатольевиче отзывается Президент Химического факультета, академик РАН В. В. Лунин:
«Профессора Д. А. Леменовского отличает высочайший профессионализм, творческий подход к решению многочисленных проблем химической науки, его уважают и любят на факультете, кафедре за доброту, открытость и отзывчивость, разносторонность и широту научной эрудиции».

## Увлечения и хобби
Д. А. Леменовский любит кататься на горных и водных лыжах, также занимается дайвингом. Многое сам мастерит для дома.

## Интересные факты
Знаменитый предок Д. А. Леменовского — дед по линии матери — Рукавишников Владимир Александрович — врач, начальник госпиталя, в бытность студентом работал в бригаде докторов, лечивших в Горках В. И. Ленина в последние годы его жизни.